# Lilla huset i stora skogen
Lilla huset i stora skogen (originaltitel: Little House in the Big Woods) är första delen i bokserien Lilla huset på prärien, av Laura Ingalls Wilder.
Vid en Internetundersökning 2007 av National Education Association, ansågsboken vara en av "lärarnas topp 100-barnböcker."  Den hamnade på topp 100-listan för kapitelböcker genom tiderna 2012 vid en undersökning av School Library Journal.

## Handling
Boken beskriver livet och arbetet i familjen, och resultaten det ger. De arbetar om sommaren, och tar igen sig om vintern, och till jul kommer kusinerna på besök. Boken innehåller inte samma, mer "mogna", teman som senare böcker (som farorna vid indianangrepp vilda djur, farliga sjukdomar, dödsfall, torka, förstörda grödor). Hårt arbete gäller, framför allt om hösten då man förbereder sig för vintern.